# Eramet
Eramet er en fransk multinationalt mine- og metalvirksomhed. De producerer ikke jernholdige metaller og udvinder nikkel, mangan, metallegeringer, superlegeringer og højstyrke stål.
Virksomheden blev etableret af Rothschild-familien i 1880 og har i dag hovedkvarter i Paris.
De har væsentlige nikkelmineaktiviteter i Ny Kaledonien og de har større manganminedrift i Gabon. De har en division for metallegeringer i Issoire.